# Berghof
El Berghof era la residència secundària d'Adolf Hitler. Era a Obersalzberg, una muntanya dels Alps bavaresos a prop de Berchtesgaden. Després de la Wolfsschanze, el seu quarter general a Prússia Oriental, el Berghof fou el lloc on Hitler visqué més temps durant la Segona Guerra Mundial. Prèviament, entre el 1927 i el 1936, hi passava la meitat de l'any.
Com a canceller alemany, Hitler va rebre un gran nombre de personalitats en visites oficials al Berghof, com ara dos Primers ministres britànics, Lloyd George i Neville Chamberlain, l'ambaixador de França André François-Poncet, l'almirall Darlan, el duc i la duquessa de Windsor i un gran nombre de ministres i d'ambaixadors europeus.
Contràriament als altres quarters generals del Führer o a la nova cancelleria del Reich, els plans del Berghof no van ser concebuts per Albert Speer, sinó segons els propis desitjos de Hitler.
El Berghof és sovint confós amb el Kehlsteinhaus, anomenat el «Niu d'Àguila», situat no gaire lluny.

## Història
El xalet de bosc i de pedra havia estat construït l'any 1916 per Otto Winter, un industrial del cuir de Buxtehude, que l'havia batejat Haus Wachenfeld (casa Wachenfeld) del nom de la seva esposa. Quan va morir, a la seva vídua Margarete Wachenfeld li va tocar aquesta residència secundària. Membre del partit hitlerià, va acceptar de llogar-la al Führer que s'estimava aquest lloc llunyà. La presència d'Hitler a la regió muntanyosa d'Obersalzberg es remuntava en efecte al 1922 quan va residir a l'hotel Platterhof. Després de la seva sortida de presó el desembre de 1924, on va passar nou mesos per al pronunciament fallit de Múnic, Hitler va comprar llavors un petit xalet per «anar al camp», i allà va acabar el segon volum del seu llibre Mein Kampf amb l'ajuda del seu ajuda de camp Rudolf Hess.

### Hitler alBerghof

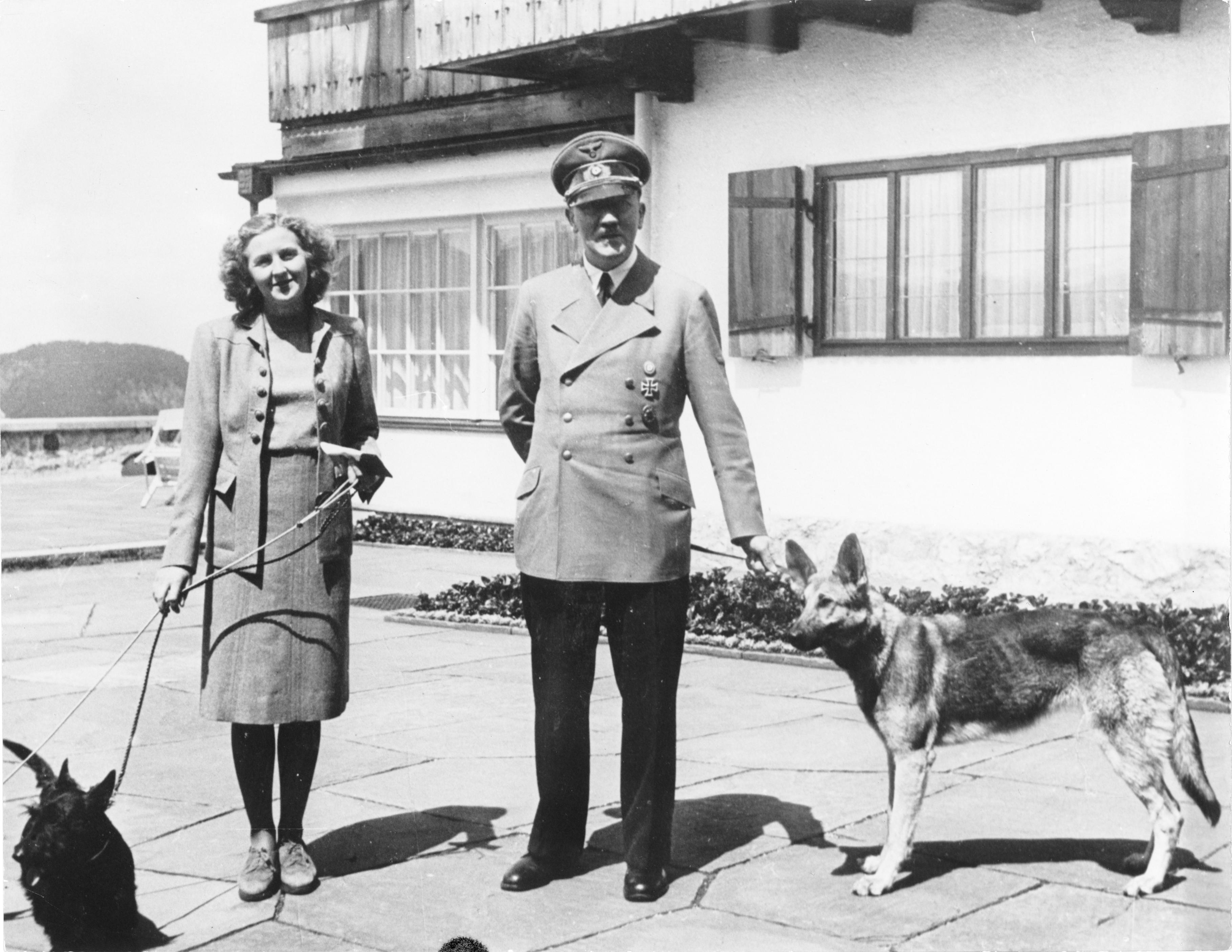
Hitler, Eva Braun i els seus gossos respectius al Berghof.

L'any 1928, va llogar la casa Wachenfeld amb la seva germanastra Angela Raubal i hi va rebre molt regularment els responsables del Partit nacional socialista. Va acabar per adquirir-la el juny de 1933 gràcies als drets d'autor de Mein Kampf.
A partir de 1934, un gran nombre de tafaners van anar a Obersalzberg per veure la casa del nou canceller del Reich, enterbolint la tranquil·litat del lloc. Les autoritats encarregades de la seguretat de Hitler van prendre doncs mesures draconianes prohibint la zona a les persones que no estaven degudament habilitades (Führersperrgebiet Obersalzberg). El mateix any, Hitler va començar a reflexionar en una modificació profunda de la seva residència per tal que estigués més adequada amb l'ús que en feia i amb les nombroses visites de personalitats polítiques i de caps d'Estat. Va encarregar a l'arquitecte Alois Degano d'ocupar-se dels treballs de transformació i d'ampliació, treballs represos l'any 1935 per l'arquitecte Roderich Fick i realitzats en diverses etapes fins a l'any 1936. La nova casa incorporava una part de l'antiga Wachenfeld engrandida amb noves ales per als convidats així com un garatge i una vasta terrassa a sobre d'aquest últim. És durant aquest període que un cert nombre d'alts càrrecs del partit també es van instal·lar a Obersalzberg; aquest va ser el cas del Reichsmarschall Hermann Göring, comandant en cap de la Luftwaffe, de Martin Bormann, cap de la cancelleria del Partit, i més tard d'Albert Speer l'arquitecte oficial d'Hitler esdevingut ministre de l'Armament després de la mort de Fritz Todt.

### ElBerghofdurant la Segona Guerra Mundial
Els Lancaster britànics van bombardejar Obersalzberg el 25 d'abril de 1945. El Berghof va ser parcialment destruït en aquest raid. El 4 de maig, quatre dies després del suïcidi d'Hitler i amb l'avanç de les tropes aliades a la regió, les SS van calar foc a la vil·la. Algunes hores més tard, la 3a divisió d'infanteria americana va arribar a Berchtesgaden en companyia d'una unitat de la 2a unitat blindada francesa.
Els americans només havien ocupat la vila de Berchtesgaden, i els francesos van aprofitar per marxar a l'assalt d'Obersalzberg, on es trobava el Berghof. Al seu Jeep, el capità Laurent Touyeras i el seu conductor, el brigadista François Borg, van passar els semierugues de la 2a DB a qui costava escalar el pendent. Van ser, així, els primers soldats aliats a arribar al xalet que cremava encara. Els francesos hi van descobrir quilòmetres de búnquers subterranis que protegien objectes d'art saquejats a tot Europa i també milers d'ampolles de grans crus, tones de queviures i les peces més insòlites, així com una col·lecció de sostenidors acumulada per Göring.
La destrucció definitiva de l'edifici no va tenir lloc fins a l'any 1952, quan el govern federal alemany el va fer dinamitar per tal d'evitar el pelegrinatge de nostàlgics del Tercer Reich.
El lloc ha estat reforestat i protegeix avui un centre de documentació sobre la història del Nazisme, així com un golf i un hotel.

## Confusió amb elNiu d'Àguila
El Berghof és sovint confós amb el Kehlsteinhaus, anomenat el « Niu d'Àguila », construït per Bormann sobre una cresta rocosa no lluny de la cimera del Kehlstein — una muntanya de 1.834 metres d'altitud — i situat a 2,47  km a vol d'ocell del Berghof, que havia de servir de centre de conferències al partit nazi. Hitler no va anar al Kehlsteinhaus més d'una vintena de vegades.
El Niu d'Àguila també de vegades es confon amb la « casa de te », igualment diferent del Berghof i distant d'alguns quilòmetres, on Hitler acostumava a anar a prendre el te totes les tardes, el Teehaus am Mooslahnerkopf. La casa de te, com el Berghof, va ser destruïda l'any 1952.

## Galeria

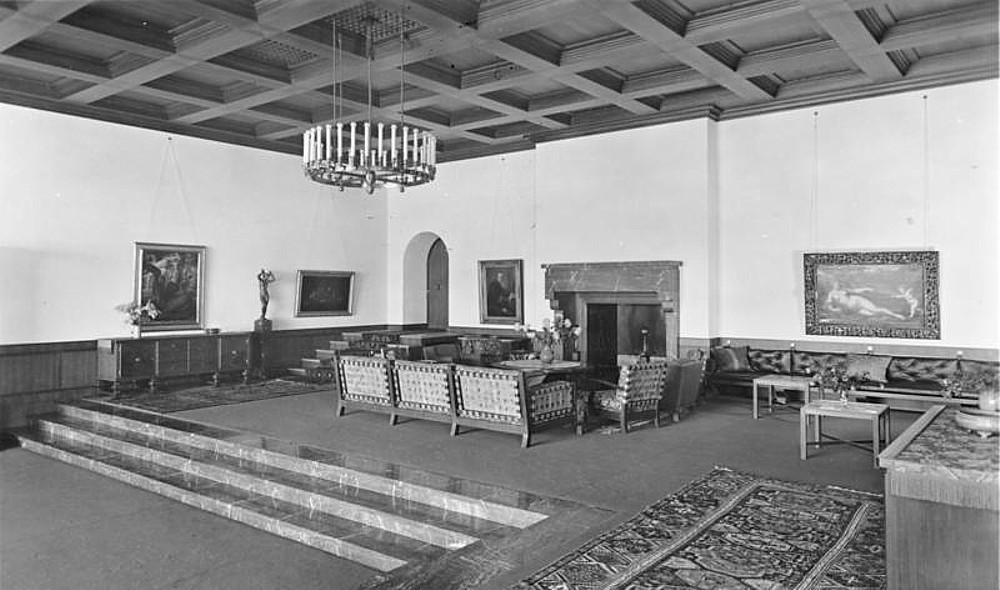
Gran saló
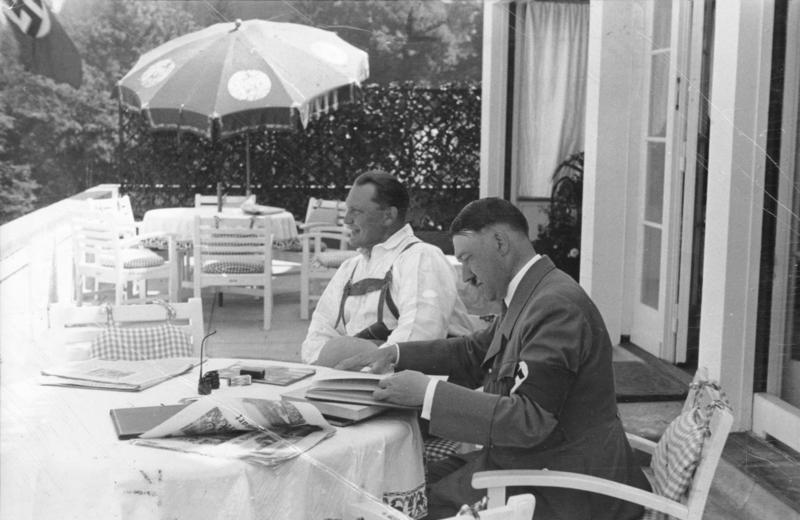
Hitler en companyia d'Hermann Göring a la terrassa.
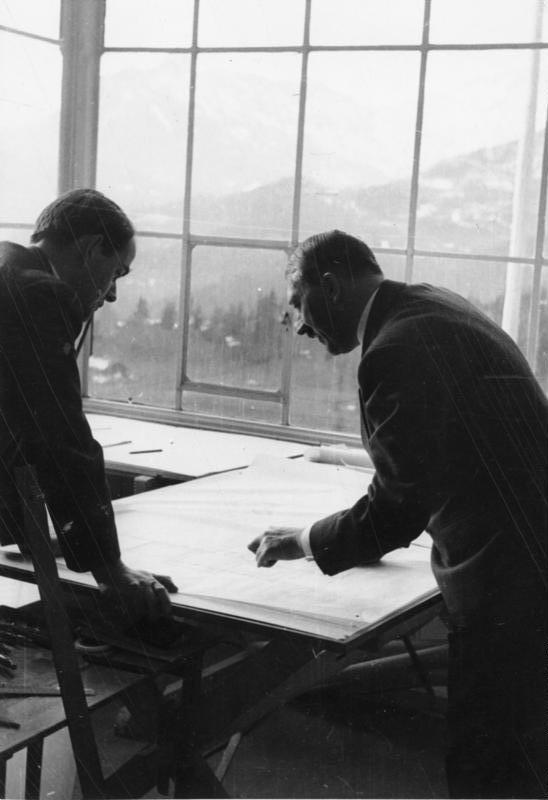
Hitler i Albert Speer.
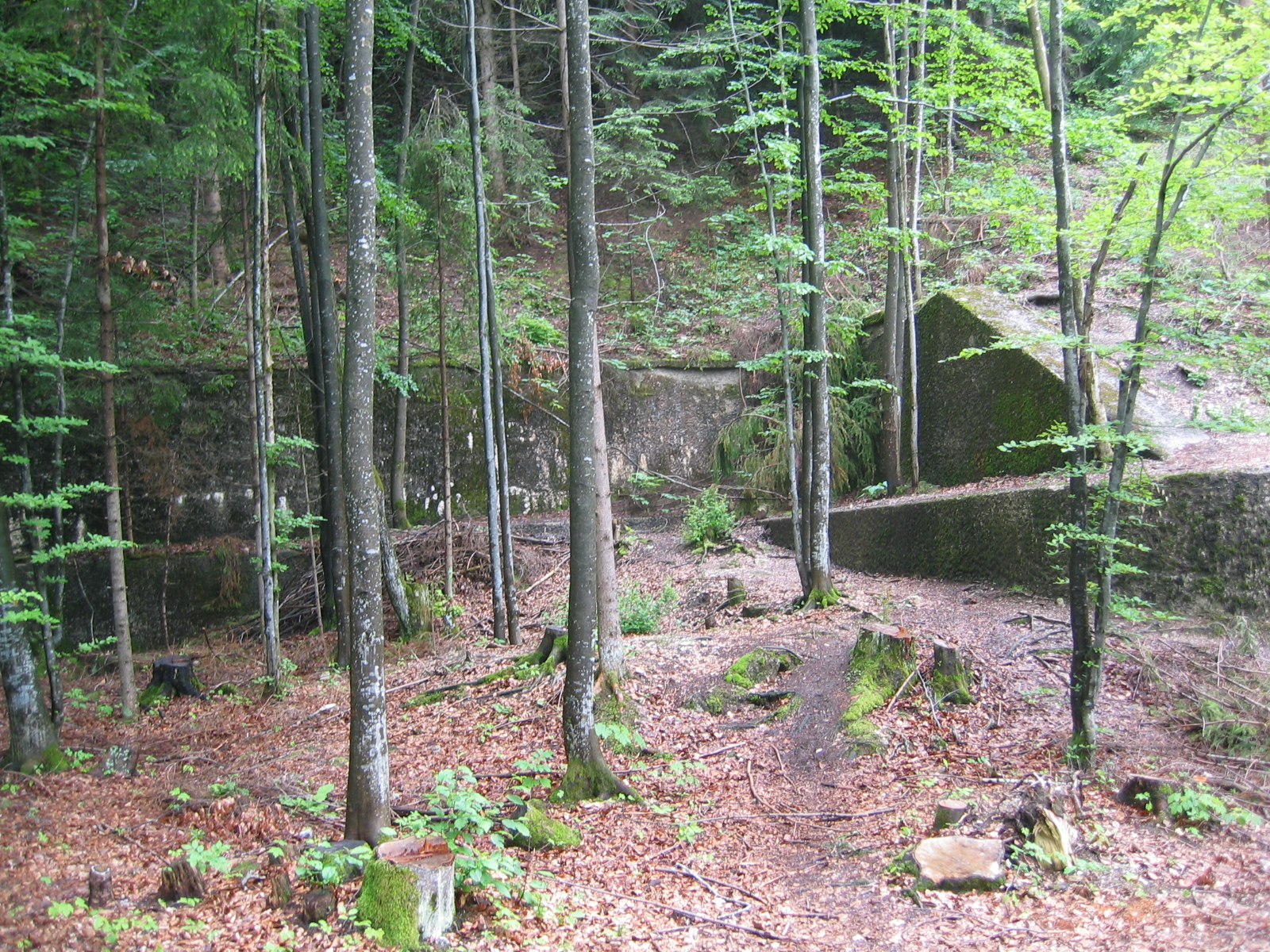
Ruïnes (2005)

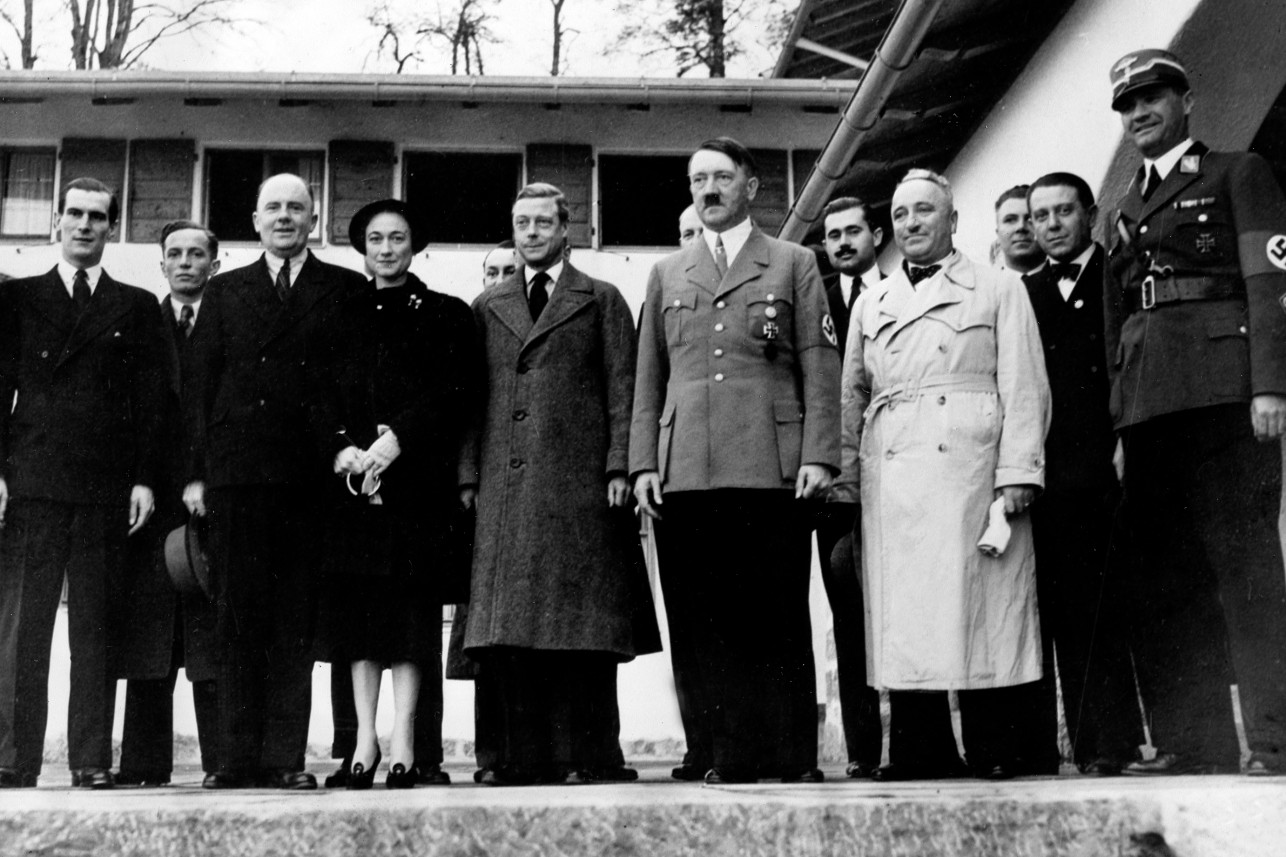
El duc i la duquessa de Windsor amb Hitler al Berghof l'any 1937.
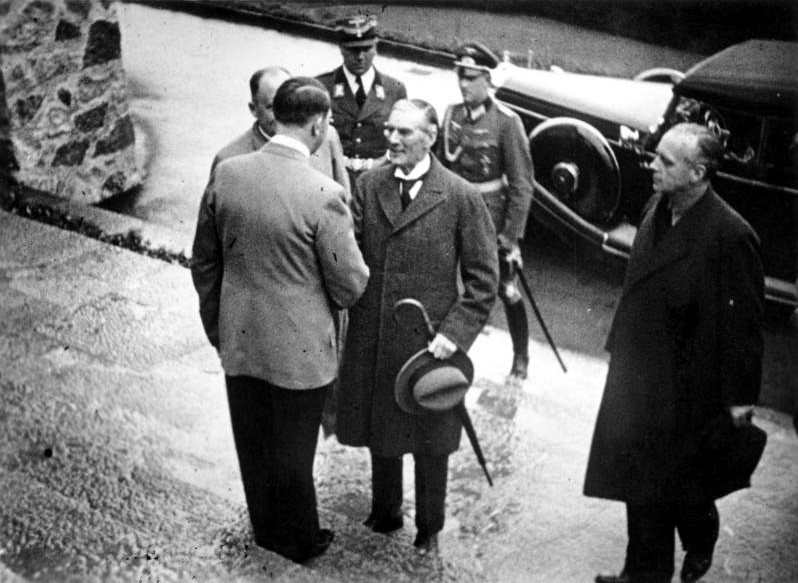
Chamberlain al Berghof
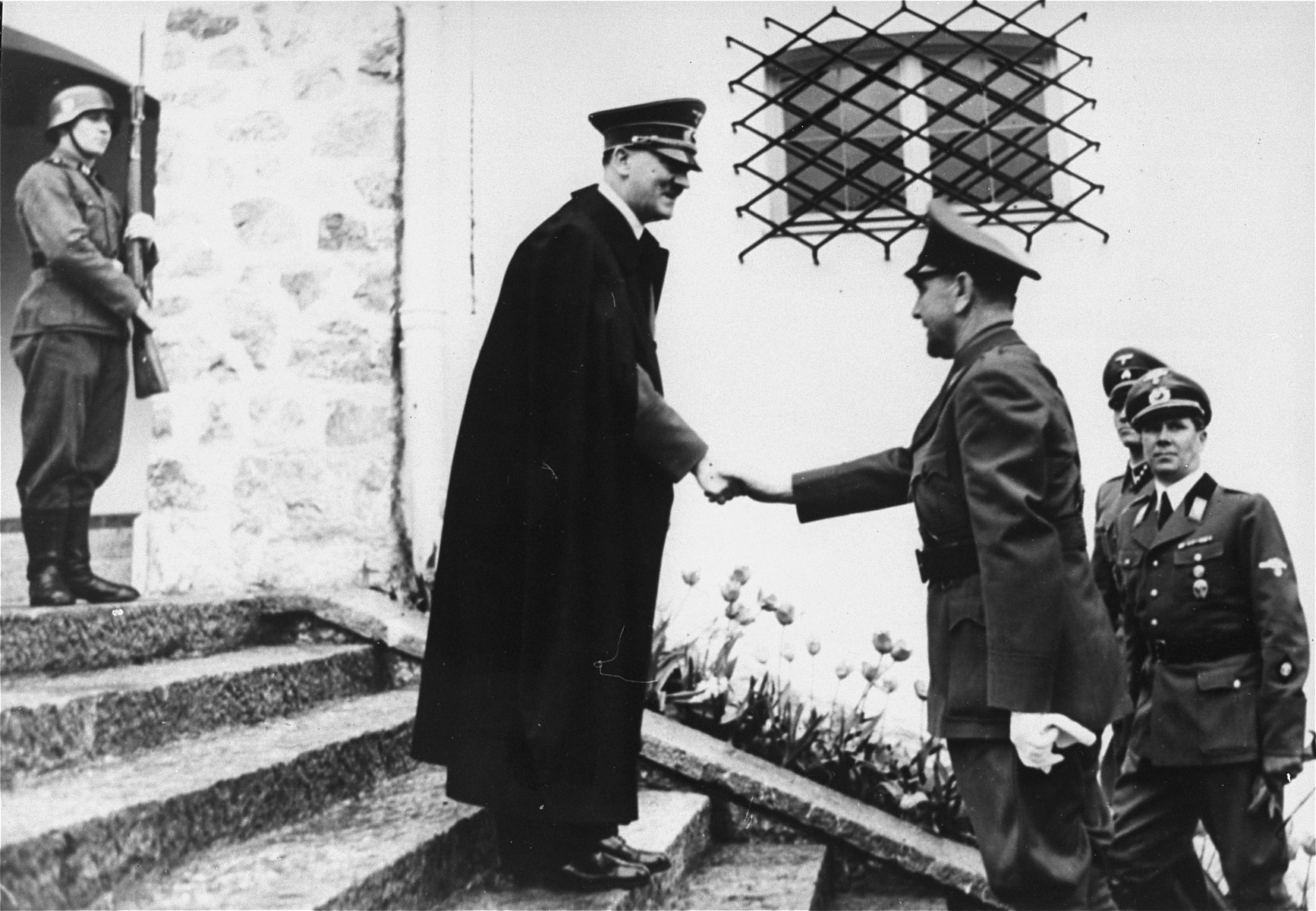
Ante Pavelić al Berghof